# Widzew (gmina)
Widzew (od 1953 Ksawerów) – dawna gmina wiejska istniejąca do 20 września 1953 roku w woj. łódzkim. Siedzibą władz gminy była początkowo podłódzka wieś Widzew, a od 1945 roku Ksawerów.
W okresie międzywojennym gmina Widzew należała do powiatu łaskiego w woj. łódzkim. Po wojnie gmina zachowała przynależność administracyjną. 13 lutego 1946 roku część obszaru gminy Widzew przyłączono do Łodzi (Lublinek, Chocianowiczki, Charzew i Chocianowice), a 1 stycznia 1950 roku kolejną część do Pabianic (gromadę Jutrzkowice). Według stanu z 1 lipca 1952 roku gmina składała się z 10 gromad: Bychlew, Dąbrowa, Ksawerów, Lublinek, Łaskowice, Nowa Wola Zaradzyńska, Rydzyny, Rypułtowice, Wola Zaradzyńska i Wola Zaradzyńska kol.
21 września 1953 roku jednostka o nazwie gmina Widzew została zniesiona przez przemianowanie na gminę Ksawerów.